# Vuurboog

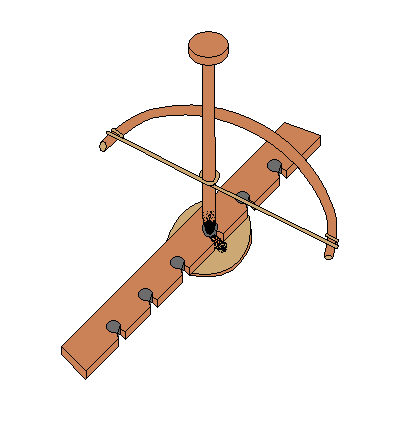

Een vuurboog of vuurboor is een handwerktuig dat bestaat uit een staaf (de spindel of booras) die in een snelle roterende beweging wordt gebracht door middel van een touw dat strak gehouden wordt door een boog. Het touw wordt met een enkele lus strak om de spindel aangebracht. Door de boog naar voren en achteren te bewegen ontstaat de roterende beweging van de spindel. Om de spindel op zijn plaats te houden kan een (holle) steen worden gebruikt die de spindel naar beneden duwt tegen het liggende stuk hout. Door de wrijving ontstaat hitte en kan vuur gemaakt worden. 
De vuurboog kan ook gebruikt worden voor het boren van gaten.